# Јована Јеремић
Јована Јеремић (Горњи Милановац, 25. октобар 1990) српска је телевизијска водитељка.

## Биографија
Рођена је 25. октобра 1990. године у Горњем Милановцу. Одрасла је у суседном Љигу, у којем је завршила Основну школу „Сава Керковић” и средњу школу. У Београду је завршила Правни факултет. Потиче из богате угоститељске породице која поседује ресторан.

## Каријера

### Телевизијска каријера
Четири године је водила тинејџерску емисију на локалној телевизији у Љигу. Након завршеног факултета, сарађивала је са Сањом Маринковић, где јој је помагала око прилога за емисију Магазин ин. Учествовала је на конкурсу који је расписала Радио-телевизија Србије, где је касније почела да ради.
Касније је позвала Миломира Марића који јој је омогућио да волонтира на Хепију. У почетку је водила јутарњи програм Добро јутро Србијо, а од 2016. до 2020. године водила је ријалити-емисију Парови, а касније и ријалити-шоу Снајке. На Хепију је такође водила ауторске емисије Викенд шоу и Ела-ела шоу. Од 2019. године поново је водила јутарњи програм Добро јутро Србијо. У мају 2021. даје отказ на Хепију.
У августу 2021. објавила је вест да је прешла на Пинк, где викендом води јутарњи програм Ново јутро.

### Политичка каријера
Године 2015. водила је конференцију Социјалистичке партије Србије, након чега је постала члан странке. Након две године, почиње емотивну везу са политичарем Војиславом Милошевићем, за ког се удала исте године. Наредне године је родила дете. У међувремену је изашла из странке и изјавила да се неће бавити политиком.

## Приватни живот
Године 2021. развела се од Војислава Милошевића с којим је била четири године у браку из ког има дете.